# حمید بوحمدان
حمید بوحمدان (۱ مرداد ۱۳۶۸) بازیکن فوتبال اهل ایران است که در پست هافبک برای باشگاه فوتبال استقلال خوزستان در لیگ برتر خلیج فارس بازی می‌کند. 
وی فوتبال خود را از تیم نفت مسجدسلیمان آغاز کرد و در سال ۲۰۱۳ به نفت تهران پیوست ولی پس از صعود نفت مسجدسلیمان به لیگ برتر، به مدت یک سال به صورت قرضی به این تیم بازگشت و به عنوان کاپیتان این تیم عملکرد مثبتی داشت. این بازیکن سابقه ۳ سال حضور در تیم فوتبال ذوب‌آهن را دارد.

## افتخارات
- لیگ برتر
- نایب قهرمانی در لیگ برتر ۹۷–۱۳۹۶ به همراه تیم ذوب‌آهن اصفهان
- جام حذفی
- قهرمانی در جام حذفی۱۳۹۹–۱۴۰۰ به همراه تیم فولاد خوزستان
- سوپرجام
- قهرمانی در سوپرجام۱۴۰۰ به همراه تیم فولاد خوزستان